# يو إس إس رونالد ريغان (سي في أن-77)
يو إس إس رونالد ريغان (CVN-77): حاملة طائرات أمريكية تابعة لبحرية الولايات المتحدة و سميت على اسم الرئيس السابق رونالد ريغان، رئيس الولايات المتحدة للفترة من عام 1981 إلى عام 1989، وكانت أول سفينة سميت على اسم رئيس سابق وهو على قيد الحياة. و تعمل تحت قيادة قائد القوات البحرية في المحيط الهادئ وتحت قيادة قائد الطيرات البحري.

## التسمية
و يذكر أن يو إس إس رونالد ريغان هي أول سفينة حربية تعمل بالطاقة النووية وتم الكشف عن اسمها تكريماً للرئيس السابق عندما كان على قيد الحياة تكريماً له. و لكن لم يكن ريغان مع القوات البحرية للولايات المتحدة عند شبابه، ولكن و في ولايته كقائد للقوات المسلحة ورئيس للولايات المتحدة كان له مبادراة مهمة لتقوية بحرية الولايات المتحدة و ذلك بتقديمه فكرة زيادة 600 سفينة إلى القوات البحرية الأمريكية.

## تصميم الشعار
تم إنشاء تصميم شعار يو إس إس رونالد ريغان بالكامل من قبل طاقم مكتبة رونالد ريغان الرئاسية. الدائرة الحمراء الخارجية التي حلقات ختم السفينة تشبه حافة الحمراء المميزة التي تحدد الأضافات إلى البيت الأبيض التي صمصممتها عائلة ريجان خلال سنوات ولاية رونالد ريغان الرئاسية في البيت الأبيض. النجوم الأربع الذهبية تمثل رئاسة الرئيس ريغان لإن ترتيبه ال40 للولايات المتحدة. و عبارة «السلام من خلال القوة» كانت ما يؤمن به ريغان وموضوعا متكررا من حياته في الخدمة العامة. و تم وضع حاملة الطائرات في الساحل الغربي للولايات المتحدة في شعار السفينة، وذلك للرئيس ريغان عندما تم انتخابه كحاكم لولاية كاليفورنيا لولايتين متتاليتين. الطائرات الثلاث مع ذيول لها ترمز إلى ثلاث عمليات عسكرية كبيرة واجهها الرئيس خلال فترة ولايته: عملية جيرنادا؛ و عملية قصف ليبيا، و عملية فرس النبي (Iran/1988)، و مركز العالم في الشعار هو الولايات المتحدة ممثلاً العزة والفخر الوطني الوطنية للولايات المتحدة. و الألوان الحمراء والبيضاء والزرقاء تهيمن على الشعار تعكس ألوان العلم الأميركي.